# ムアンムックダーハーン郡
座標: 北緯16度32分18秒 東経104度42分54秒 / 北緯16.53833度 東経104.71500度
ムアンムックダーハーン郡（ムアンムックダーハーンぐん）は、タイ東北部・ムックダーハーン県の郡（アムプー）。同県の県庁所在地でもある。

## 名称
ムックダーハーンとは「瓔珞」という意味である。ムックダーハーン建設時、地元の川からカラスガイの仲間のカープ貝ないしキー貝 (หอยกาบ หรือ หอยกี้) から真珠（ムックダー）が発見されていた。また毎晩、7本のココヤシから不思議な光が発せられていた。当時の国主、チャオ・チャンタキンナリーが地元で真珠が発見されていることを意識してこの光をケーオ・ムックダーハーン（瓔珞の宝石）と呼んだことに由来する。

## 歴史
ムックダーハーンはチャオ・チャンタスリヤウォンの息子、チャオ・チャンタキンナリーによって1770年、建てられた。後にトンブリー王朝時代、タークシン王によって、チャオ・チャンタキンナリーはプラヤー・チャンタシースラートウッパラーチャーマンタートゥラートに格上げされた。その後、ムックダーハーンはウドーンターニーの領域となった。
ラーマ5世（チュラーロンコーン）によってモントン制度が導入されると、ムックダーハーンはモントン・ウドーンターニーの県（ムアン）となった。1907年ナコーンパノム県の郡の一つとなり、1982年9月27日、ナコーンパノムから分離。ムックダーハーン県の県庁所在地となった。

## 地理
市街地はメコン川の形成した平地にあり、市の主な水源もメコン川である。また郡の北西部、西部、南部は山がちになってお降り、そのうちの南部にはプー・パートゥープ国立公園に指定されている。

## 交通
国道212号線が北部に向かって延びており、ナコーンパノム方面と通じている。また国道2042号線が北西に向かって延びておりソムデット方面に通じている。国道212号線が南西に向かって延びており、アムナートチャルーン方面と通じている。また国道2034号線が南東に向かって延びておりケーマラート方面とつながっている。
ラオスのカイソーン・ポムウィハーン郡とメコン川に架かる第2タイ＝ラオス友好橋を通って行き来出来、交易が盛んである。

## 経済
郡内の主な産業は農業で、コメ、タピオカ、サトウキビ、果物、落花生、野菜などが生産されている。

## 行政区分
郡は13のタムボンに分かれ、さらにその下位に143の村（ムーバーン）がある。自治体（テーサバーン）があり以下のようになっている。
- テーサバーンムアン・ムックダーハーン・・・タムボン・ムックダーハーンの一部と、タムボン・シーブンルアンの全体
- テーサバーンタムボン・ドンイェン・・・タムボン・ドンイェンの全体

また郡内には12のタムボン行政体（オンカーンボーリハーンスワンタムボン）がある。
1. タムボン・ムックダーハーン・・・ตำบลมุกดาหาร
2. タムボン・シーブンルアン・・・ตำบลศรีบุญเรือง
3. タムボン・バーンコーク・・・ตำบลบ้านโคก
4. タムボン・バーンサーイヤイ・・・ตำบลบางทรายใหญ่
5. タムボン・ポーンサーイ・・・ตำบลโพนทราย
6. タムボン・プンデート・・・ตำบลผึ่งแดด
7. タムボン・ナーソーク・・・ตำบลนาโสก
8. タムボン・ナーシーヌワン・・・ตำบลนาสีนวน
9. タムボン・カムパーラーイ・・・ตำบลคำป่าหลาย
10. タムボン・カムアーフワン・・・ตำบลคำอาฮวน
11. タムボン・ドンイェン・・・ตำบลดงเย็น
12. タムボン・ドンモーン・・・ตำบลดงมอน
13. タムボン・クットケー・・・ตำบลกุดแข